# Joaquim de Almeida
Joaquim de Almeida (* 15. března 1957, Lisabon) je portugalský herec. Od mládí žije ve Spojených státech a prosadil se v americkém televizním průmyslu (24 hodin), Hollywoodu (Desperado, Rychle a zběsile 5, Jasné nebezpečí, Za nepřátelskou linií, Planina v ohni, Vítězství je naše, Zabiják & bodyguard), ale i v produkcích jihoamerických (Sandino) či evropských (Dobrý den, Babylónie, Ohromený král, Jak tvrdí Pereira, Lásky v Lisabonu, Konspirace v El Escorialu, Che Guevara: Partyzánská válka).